# Ибрахим Байлан
Ибрахим Байлан е шведски политик от политическа партия Социалдемократи.

## Биография
Роден е на 15 март 1972 г. в село Салах, вилает Мардин, Турция. Той е етнически асириец, принадлежащ към Сирийската православна църква. Родителите му напускат страната заедно с него в началото на 1980-те години. Заселват се в Боткирка, предградие на Стокхолм. Учи икономика в университета „Умео“. През 1997 г. става председател на Шведската социалдемократическа младежка лига в Умео. Същата година той е избран за председател на Съюза на учениците в Умео, а също така става член на общинския училищен съвет.